# Ermita de Bruguers
La Mare de Déu de Bruguers o Ermita de Bruguers és un edifici originalment romànic del segle xiii al poble de Bruguers a mig camí dels nuclis de Begues i Gavà (Baix Llobregat) inclosa en l'Inventari del Patrimoni Arquitectònic de Catalunya. S'hi venera la Mare de Déu de Bruguers, una marededeu trobada.

## Arquitectura
Edifici d'una sola nau, absis semicircular ornamentat amb mènsules i finestra, dues lesenes i una imposta de cornisa sostinguda per permòdols. L'exterior està delicadament decorat amb franges llombardes pròpies del romànic tardà. L'arc triomfal també és apuntat. Té quatre capelles laterals, cor, volta de canó apuntada i trona.
La nau va ser allargada per ponent la primera dècada del segle xvi, quan se li afegí el cor gòtic de volta ogival, les dues capelles laterals a banda i banda, un portal gòtic-renaixentista i un campanar de cadireta truncat.
La façana principal, a ponent, és gairebé quadrada. L'horitzontalitat es trenca per un campanar d'espadanya. La llinda de la porta d'accés està ornada amb els escuts de la família March (que figuren també en la clau de volta del cor). A sobre la llinda hi ha un arc de mig punt. Són interessants els contraforts que incorporen les capelles, en una solució del gòtic català. Malgrat les modificacions, l'ermita presenta una tipologia bàsicament romànica.

### Cor i portal
Cor cobert amb una volta gòtica rebaixada, la clau de la qual duu l'escut dels Marc (tres rodes dentades). Els permòdols dels angles, d'on arrenquen els nervis de la volta representen els símbols dels evangelistes Joan, Lluc i Mateu i el quart té un altre àngel. Al xamfrà que es forma quan la nau s'obre al cor, al costat nord hi ha una trona per a la predicació, accessible per una estreta escala que surt de la capella lateral propera. Aquesta trona té cinc costats i acaba en una agulla rematada per un petit cap.
El portal, descarregat per un arc sobre la llinda, té una mena de gablet o guardapols gòtic apuntat, que devia acabar en un floró que no s'ha conservat. Dins aquestes motllures hi ha una Mare de Déu petita i als costats l'escut dels Marc. A banda i banda d'aquesta mena de frontó gòtic hi ha dues gangues de pedra sense treballar, com si hagués quedat inacabat. Als laterals, emmarcats pel fistó del guardapols, hi ha uns caps. A la part superior del brancal motllurat de la porta hi ha els caps d'uns angelets.
La Mare de Déu de Bruguers és una imatge gòtica de finals del segle xiv, a la capella hi ha una còpia, ja que l'original es conserva a la rectoria.

## Història

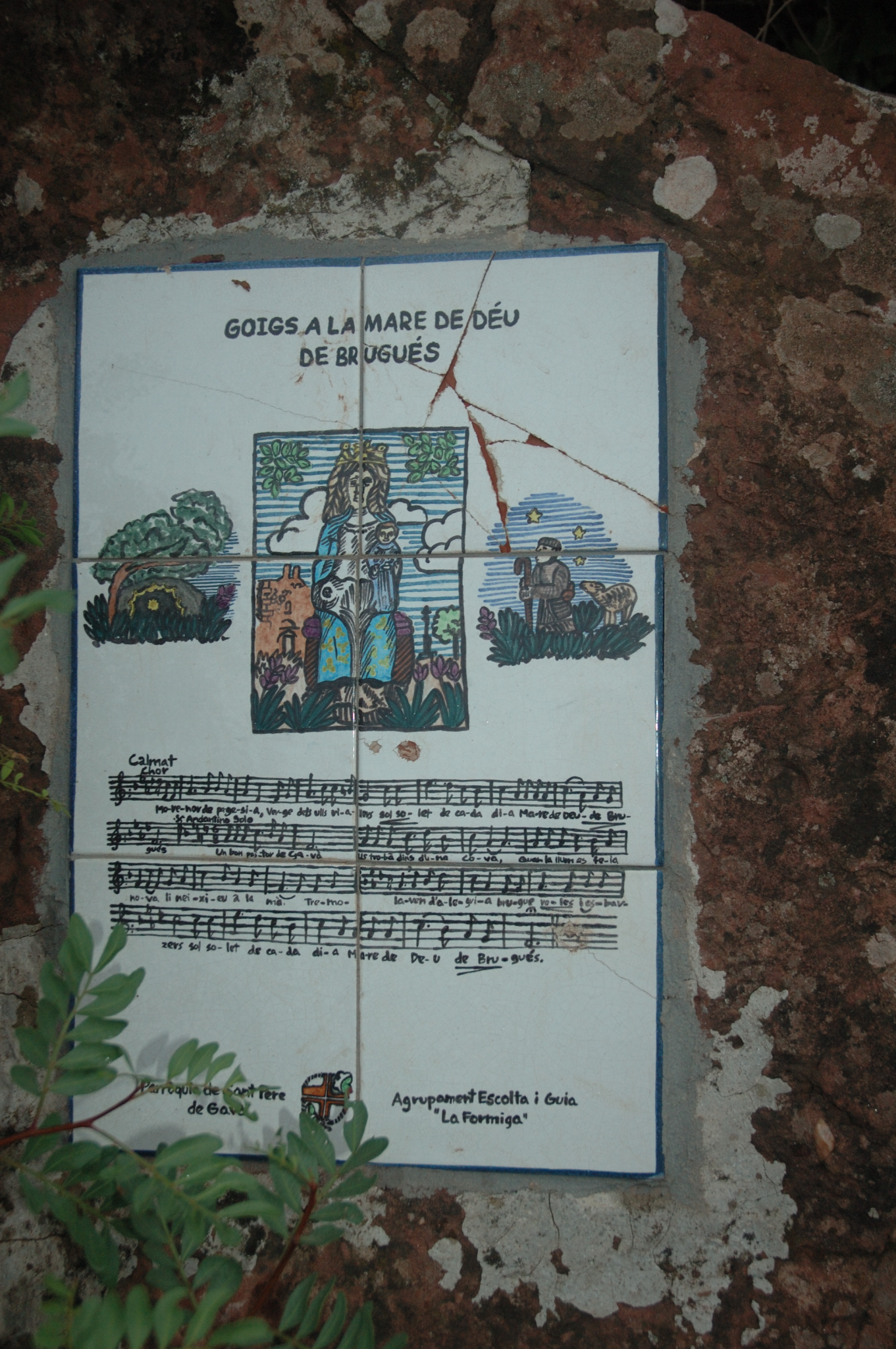
Goigs a la Mare de Déu de Bruguers

Algunes fonts indiquen que la capella fou fundada el segle xiii per Ferrer de Santmartí, senyor d’Eramprunyà (1208-1226/47), amb l'advocació de Santa Magdalena del Sitjar, al lloc que llavors tenia aquest nom. El nom del Sitjar apareix per primera vegada esmentat el 987 (Ciiare), significa sitges o graners. Altres fonts apunten que la capella, documentada el 1321, probablement fou la de Sant Martí, després de Santa Magdalena, i des de 1509 la de la Mare de Déu de Bruguers.
En aquests temps existia una comunitat de Deodates o Deodonades a l'ermita de "Bruguers Vell" que el bisbe reformador Ponç de Gualba traslladà al Sitjar, canviant la comunitat femenina pels clergues benediciaris. A mitjans de segle xvi l'ermita del Sitjar era abandonada i es construí, adossada al mur, una casa per a l'ermità. Als documents apareix amb el nom de Santa Maria de "Bruchario". Fou capella amb especial protecció dels March, senyors d'Eramprunyà. Pere March III va crear un benefici el 27 de juliol de 1347, reservant patronat per a la seva família. En els segles xiv i xv l'ermita tenia diverses relíquies de sants. Però el 1327 el bisbe de Barcelona Ponç de Gualba autoritzà a Pere Marc, senyor d'Eramprunyà, traslladar el culte d'aquesta capella al lloc de la Roca de Gavà, considerant el Sitjar (Cigiario) solitari i poc agraciat. Pel que la capella restà abandonada fins al segle xvi.
El 1500 es contractà les obres de reconstrucció de l'antiga capella del Sitjar, que ja es començava a nomenar de Bruguers (Brugueris, nom que prové del conjunt dels arbustos anomenats brucs). El 1504 el vicari general de la diòcesi autoritzà Francesc Jeroni Marc, senyor d'Eramprunyà, a traslladar l'advocació de la Mare de Déu de Bruguers a la capella del Sitjar des de la primitiva capella de Bruguers (Bruguers Vell, esmentada per primera vegada el 1321 i situada a l'era Ventosa a prop del castell d’Eramprunyà). Finalment, el 1509 fou traslladada la imatge. El 1540, la senyora d'Eramprunyà, Elisabet Marc i de Palou, feu edificar la casa de l'ermità.
Actualment, forma part de les propietats de la parròquia de Sant Pere de Gavà. La capella, que fou destruïda parcialment durant la revolució de 1936, presenta l'aspecte de la restauració realitzada l'any 1960.